# 眼斑木葉鰈
眼斑木葉鰈為輻鰭魚綱鰈形目鰈亞目鰈科的其中一種，亞熱帶海水魚，分布於中太平洋東部加利福尼亞灣海域，棲息深度1-140公尺，體長可達24公分，棲息在底層水域，生活習性不明。

## 扩展阅读
維基物種上的相關：眼斑木葉鰈